# NGC 1507
NGC 1507 (również PGC 14409 lub UGC 2947) – magellaniczna galaktyka spiralna z poprzeczką (SBm), znajdująca się w gwiazdozbiorze Erydanu. Odkrył ją William Herschel 6 stycznia 1785 roku.